# Christian Peder Kryssing
Christian Peder Kryssing (7 juillet 1891 - 7 juillet 1976) est un collaborateur danois de l'Allemagne nazie pendant la Seconde Guerre mondiale. Officier d'artillerie et ardent anticommuniste il a commandé le Corps franc danois de 1941 à 1942. Il n'était pas membre du parti nazi danois, le Parti national-socialiste des travailleurs danois. 

## Biographie
Kryssing est devenu le premier commandant du Corps franc danois le 29 juin 1941, mais a été démis de ses fonctions le 23 février 1942 en raison de désaccords entre lui et des officiers de l'unité à tendance nazie. Son remplaçant était un danois socialiste pro-national, Christian Frederik von Schalburg. 
Kryssing a ensuite été transféré dans d'autres unités allemandes, la 1re division SS Totenkopf, puis la 5e division SS Wiking. En février 1944, il devint commandant du SS-Kampfgruppe Küste, mais démissionna en juin de la même année pour des raisons personnelles. Kryssing était l’étranger le plus haut gradé dans la Waffen-SS, étant SS-Brigadeführer. 
En mai 1945, Kryssing se rendit aux forces britanniques et fut livré à la police danoise en juin 1946. Le 27 octobre 1947, il est condamné à quatre ans d'emprisonnement pour son appartenance à la Waffen-SS mais est libéré en mai 1948. Ses deux fils, Jens Effersøe Kryssing et Niels John Effersøe Kryssing, ont été tués au cours de l'opération Barbarossa contre l'armée rouge en 1942 et 1944. 
Il meurt à Haderslev le jour de ses 85 ans.